# Tsenovo (obchtina)
Tsenovo (bulgare : Ценово) est une obchtina de l'oblast de Roussé en Bulgarie.